# Powiatele Poloniei

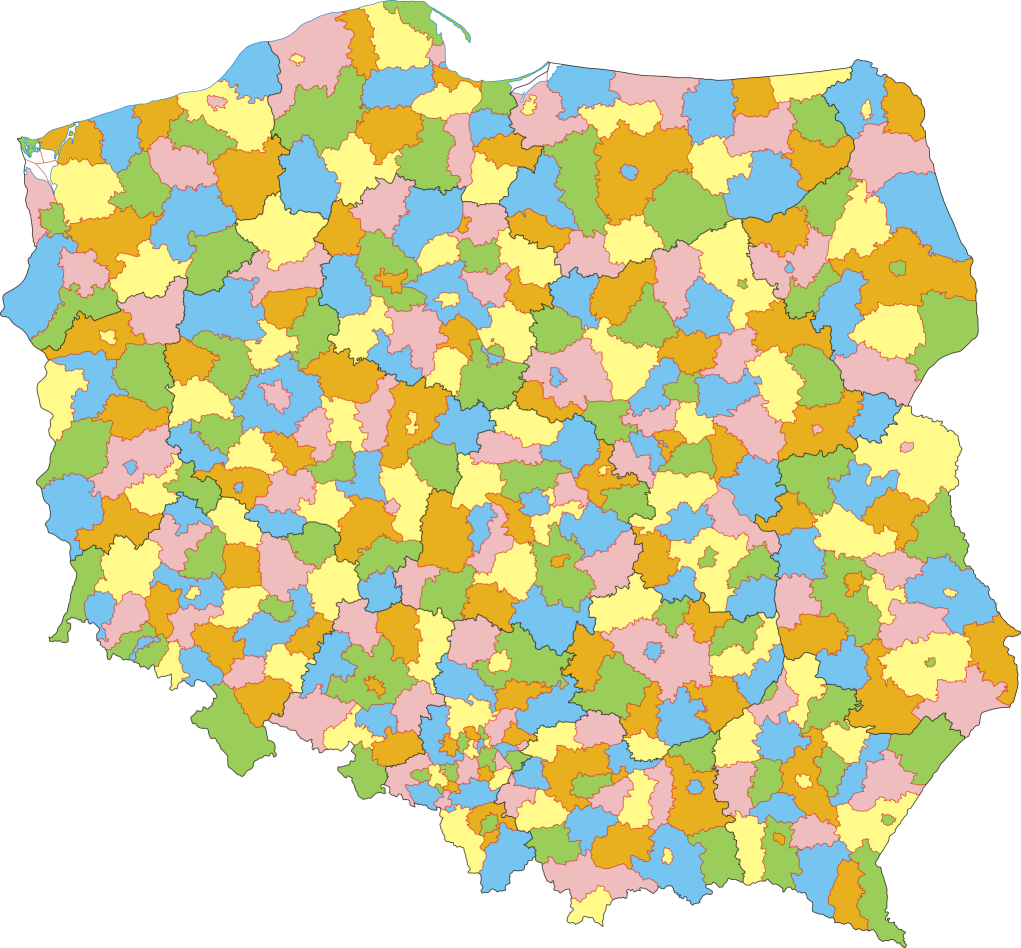
Powiatele Poloniei

Powiatele (singular powiat, plural powiaty) sunt unitățile administrative poloneze de nivel intermediar, între voievodate și comune. Ca subdiviziune de ordin teritorial powiatul este încadrat în a treia categorie a NUTS, fiind astfel echivalentul județului din România.

## Tipuri de powiaty
Există două tipuri de powiate:
- districte teritoriale sau powiate teritoriale (în originalpowiaty ziemskie), în număr de 314
- districte urbane sau municipii, în număr de 65

Powiatele au fost înființate în anul 1999, când guvernul polonez a inițiat reforma administrativă. Powiatele au existat și în timpul Republicii Celor Două Națiuni, în perioadă interbelică și între 1946 - 1975.